# 2023年非洲運動會羽毛球比賽
2023年非洲運動會羽毛球比賽為2023年非洲運動會的其中一項競賽項目，共產生五面金牌；賽事於2024年3月7日至3月10日加納阿克拉内的博爾泰曼綜合運動場舉行。

## 賽程
以下爲本屆非洲運動會羽毛球比賽的賽程：
| P | 預賽 | ¼ | 八强賽 | ½ | 準決賽 | F | 決賽 |

| 項目↓/日期 → | 7日 | 8日 | 8日 | 9日 | 9日 | 10日 | 10日 |
| ------------ | --- | --- | --- | --- | --- | ---- | ---- |
| 男子單打     | P   | P   | P   | P   | ¼   | ½    | F    |
| 男子雙打     |     | P   | P   | P   | ¼   | ½    | F    |
| 女子單打     | P   | P   | P   | P   | ¼   | ½    | F    |
| 女子雙打     |     | P   | P   | P   | ¼   | ½    | F    |
| 混合雙打     |     | P   | P   | P   | ¼   | ½    | F    |

## 獎牌榜
| 排名                     | 国家 / 地区              | 金牌 | 銀牌 | 銅牌 | 总计 |
| ------------------------ | ------------------------ | ---- | ---- | ---- | ---- |
| 1                        | 阿尔及利亚（ALG）        | 2    | 1    | 0    | 3    |
| 2                        | 尼日利亚（NGR）          | 1    | 2    | 3    | 6    |
| 3                        | 乌干达（UGA）            | 1    | 1    | 1    | 3    |
| 4                        | 南非（RSA）              | 1    | 0    | 2    | 3    |
| 5                        | 埃及（EGY）              | 0    | 1    | 3    | 4    |
| 6                        | 毛里求斯（MRI）          | 0    | 0    | 1    | 1    |
| 总计（共6个国家 / 地区） | 总计（共6个国家 / 地区） | 5    | 5    | 10   | 20   |

## 獎牌得主
| 项目     | 金牌                                                       | 银牌                                                           | 铜牌                                                                 |
| 男子單打 | 阿努奥卢瓦波·朱翁·奥佩约里 · 尼日利亚（NGR）               | 戈德温·奥洛夫亚 · 尼日利亚（NGR）                              | Victor Ikechukwu · 尼日利亚（NGR）                                   |
| 男子單打 | 阿努奥卢瓦波·朱翁·奥佩约里 · 尼日利亚（NGR）               | 戈德温·奥洛夫亚 · 尼日利亚（NGR）                              | 阿德姆·哈特姆·埃尔格姆 · 埃及（EGY）                                 |
| 女子單打 | 喬哈尼塔·肖爾茨 · 南非（RSA）                              | Husina Kobugabe · 乌干达（UGA）                                | 多卡斯·阿乔克·艾德索康 · 尼日利亚（NGR）                             |
| 女子單打 | 喬哈尼塔·肖爾茨 · 南非（RSA）                              | Husina Kobugabe · 乌干达（UGA）                                | Fadilah Shamika Mohamed Rafi · 乌干达（UGA）                         |
| 男子雙打 | 阿尔及利亚（ALG） · 科塞拉·马迈里 · 尤赫夫·薩布里·梅德爾   | 尼日利亚（NGR） · 戈德温·奥洛夫亚 · 阿努奥卢瓦波·朱翁·奥佩约里 | 埃及（EGY） · 阿德姆·哈特姆·埃尔格姆 · 艾哈迈德·萨拉赫               |
| 男子雙打 | 阿尔及利亚（ALG） · 科塞拉·马迈里 · 尤赫夫·薩布里·梅德爾   | 尼日利亚（NGR） · 戈德温·奥洛夫亚 · 阿努奥卢瓦波·朱翁·奥佩约里 | 南非（RSA） · Jarred Elliott · Robert Summers                        |
| 女子雙打 | 乌干达（UGA） · Husina Kobugabe · Gladys Mbabazi           | 阿尔及利亚（ALG） · 汉拿·布克沙尼 · 塔妮娜·維奧萊特·馬邁里     | 尼日利亚（NGR） · 多卡斯·阿乔克·艾德索康 · Sofiat Arinola Obanishola |
| 女子雙打 | 乌干达（UGA） · Husina Kobugabe · Gladys Mbabazi           | 阿尔及利亚（ALG） · 汉拿·布克沙尼 · 塔妮娜·維奧萊特·馬邁里     | 埃及（EGY） · Nour Ahmed Youssri · 多哈·哈尼                         |
| 混合雙打 | 阿尔及利亚（ALG） · 科塞拉·马迈里 · 塔妮娜·維奧萊特·馬邁里 | 埃及（EGY） · 阿德姆·哈特姆·埃尔格姆 · 多哈·哈尼               | 毛里求斯（MRI） · 喬治·朱利安·保羅 · 凯特·卢迪克                     |
| 混合雙打 | 阿尔及利亚（ALG） · 科塞拉·马迈里 · 塔妮娜·維奧萊特·馬邁里 | 埃及（EGY） · 阿德姆·哈特姆·埃尔格姆 · 多哈·哈尼               | 南非（RSA） · Caden Kakora · 喬哈尼塔·肖爾茨                         |